# Tenofovir disoproxil
Tenofovir disoproxil, được bán dưới tên biệt dược Viread cùng một số tên khác, là một loại thuốc được sử dụng để điều trị viêm gan B mãn tính cũng như phòng ngừa và điều trị HIV/AIDS. Thuốc thường được khuyến cáo sử dụng với các thuốc kháng retrovirus khác. Chúng có thể được sử dụng để phòng ngừa HIV/AIDS ở những người có nguy cơ cao trước khi phơi nhiễm, và sau khi bị vật nhọn đâm hoặc các dạng phơi nhiễm tiềm năng khác. Tenofovir có thể được bán một mình hoặc ở dạng kết hợp như emtricitabine/tenofovir và efavirenz/emtricitabine/tenofovir. Chúng không có tác dụng chữa khỏi HIV/AIDS hoặc viêm gan B.  Chúng được uống dưới dạng viên hoặc bột.
Tác dụng phụ thường gặp bao gồm buồn nôn, phát ban, tiêu chảy, nhức đầu, đau, trầm cảm và yếu. Tác dụng phụ nghiêm trọng bao gồm tăng lượng lactic trong máu và phình gan. Không có chống chỉ định tuyệt đối. Chúng thường được khuyến cáo khi đang mang thai và có vẻ là an toàn. Đây là một chất ức chế enzyme phiên mã ngược nucleotide và hoạt động bằng cách làm giảm khả năng nhân lên của virus.
Tenofovir đã được cấp bằng sáng chế vào năm 1996 và được phê duyệt để sử dụng tại Hoa Kỳ vào năm 2001. Nó nằm trong danh sách các thuốc thiết yếu của Tổ chức Y tế Thế giới, tức là nhóm các loại thuốc hiệu quả và an toàn nhất cần thiết trong một hệ thống y tế. Tại Hoa Kỳ, vẫn không có phiên bản thuốc gốc tính đến năm năm 2015. Chi phí bán buôn ở các nước đang phát triển là từ 3,30 đến 29,13 USD mỗi tháng. Tính đến năm 2015 chi phí cho một tháng điển hình sử dụng thuốc ở Hoa Kỳ là hơn 200 USD.
Giá?
Ở các nước đang phát triển, chi phí khoảng 8.000.000 Việt Nam đồng mỗi năm. Nó được coi là tiết kiệm chi phí hơn tenofovir alafenamide tính đến năm 2020.